# Siegrid Ernst

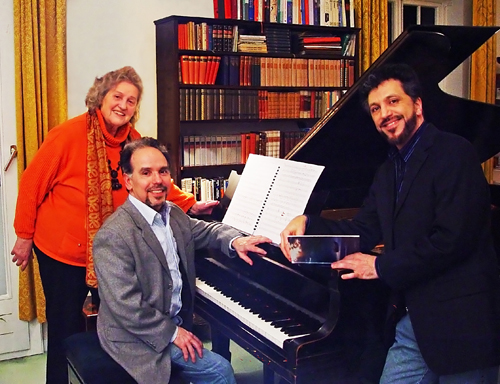
Siegrid Ernst mit Maximiliano de Brito und Renato Mismetti (2014)

Siegrid Ernst (* 3. März 1929 in Ludwigshafen am Rhein; † 20. März 2022 in Bremen) war eine deutsche Komponistin, Pianistin und Musikpädagogin.

## Leben
Siegrid Ernst wuchs in Ludwigshafen auf. Sie studierte ab 1948 Musikpädagogik mit dem Hauptfach Klavier in Heidelberg und Mannheim bei Else Rehberg, ab 1950 Klavier in Frankfurt am Main bei August Leopolder und in Wien bei Richard Hauser. Parallel studierte sie Komposition bei Gerhard Frommel und besuchte die Darmstädter Ferienkurse für Neue Musik. Als Pianistin galt ihr besonderes Interesse zeitgenössischer Musik in Solo- und Kammermusikbesetzungen, u. a. im Klavierduo mit Konrad Meister. Später bildete die kompositorische Arbeit in zunehmendem Maß den Schwerpunkt ihrer Tätigkeit.
An der Hochschule für Musik und Darstellende Kunst in Heidelberg und Mannheim und an der Hochschule für Künste Bremen unterrichtete sie Klavier, Komposition, Tonsatz, Formenlehre, Analyse zeitgenössischer Musik und Improvisation.
Als Pädagogin war Ernst auch im Musikschulbereich tätig. Als Jurorin wirkte sie bei den Wettbewerben Jugend musiziert und Jugend komponiert mit und wurde in dieser Funktion nach Japan eingeladen. 1998 übernahm sie den Juryvorsitz für den Bremer Komponistenpreis.
Ernst wirkte in verschiedenen Gremien des Deutschen Musikrats, im Landesrundfunkrat, im Vorstand des Arbeitskreises Bremer Komponisten und des Deutschen Komponistenverbandes. Sie war Mitglied der GEDOK und Mitbegründerin des Internationalen Arbeitskreises Frau und Musik, dessen Vorsitzende sie 15 Jahre lang war. 1980 begleitete sie die Entstehung des International Congress on Woman in Music in New York und richtete dieses Festival mit Konzerten und Vorträgen 1988 in Bremen aus. 1981 erhielt sie ein Stipendium der Bundesrepublik Deutschland für die Cité Internationale des Arts Paris. 1989 wurde ihr der Professorentitel h. c. der Interamerican University of Humanistic Studies, Florida, verliehen.
Ernsts Schaffen umfasst Klavier- und Kammermusik, Orchesterwerke, Liederzyklen, Kantaten, Spielmusik für Kinder, eine Kinderoper und Performancekompositionen. Werke von Ernst werden in Europa, in den USA sowie in Mexiko und Japan aufgeführt und sind in Aufnahmen (u. a. beim Label Vienna Modern Masters) dokumentiert.

## Privates
Siegrid Ernst war seit 1957 mit Konrad Meister verheiratet; aus der Ehe stammen ein Sohn und eine Tochter: der Pianist Rudolf Meister und Cornelia Beate Meister (†).

## Ehrungen
- 1989: Ehrenprofessur der Interamerican University of Humanistic Studies
- 2018: Pfalz-Preis (Laudatio: Uwe Sandner)
- 2019: Senatsmedaille für Kunst und Wissenschaft der Freien Hansestadt Bremen[7]

## Werke (Auswahl)

### Bühnenwerk
- Jaga und der kleine Mann mit der Flöte (1990). Kinderoper. Libretto: Helga Rink (nach Irina Korschunow)

### Vokalkompositionen
- 7 Miniaturen nach japanischen Haikus (1961) für tiefe Stimme, Viola, Violoncello und Klavier
- Kleine Hand in meiner Hand (1966). Zwölf Lieder für Sopran und Klavier. Texte: ?
- Wohin (1972) für drei Gruppen (Singstimmen und Instrumente). Text: ?
- Damit es anders anfängt zwischen uns allen (1983) für gemischten Chor und Orgel. Text: Hilde Domin (Abel steh auf)
- 15 neue Weisen von A- und anderen Meisen (1983) für Kinderchor und Instrumente. Texte: ?
- Wege… (1988) für Stimme, Saxophon, Violoncello und Klangsäule. Texte: ?
- Kreisgerade (1991) für Stimme, Saxophon, Violoncello und Klangsäule. Texte: ?
- Hommage (1992) für Sopran, Posaune, Schlagzeug und Orgel. Text: ?
- Was singt uns Sprache, was spricht Musik (1992). Mitmachspiel für Singstimme, Klarinette, Violoncello und Schlagzeug. Text: ?
- Wieder-Vereinigung (1995) für eine Sängerin, zwei Spielakteure und Kammerorchester. Text: ?
- Noch sind alle Wege offen (1995/96). Oratorium für Chorgruppen, drei Solostimmen, Blasinstrumente und Orgel. Text: Klaus Meyer-Bernitz
- Spirale (1997). Zehn Humoresken für Sopran solo. Texte: Raymond Queneau (Stilübungen)
- Naselang das Elefantenkind (2003) für Sprechstimme und Klavier. Text: ?
- Para (2004) für Mezzosopran, Querflöte, Violoncello und Klavier. Text: ?
- Memento (2008) für Bariton, Saxophon, Schlagzeug und Klavier. Text: Castro Alves (Navio Negreiro)
- Das Signal für Sprechstimme und Orgel (2012). Texte: Rose Ausländer

### Orchesterwerke
- Variationen (1965) für großes Orchester
- Drei Stücke (1984) für Orchester
- Facetten (1984) für Orchester
- Recitativo appassionato e salto (1985) für Streichorchester
- Triade (1994) für Kammerorchester
- Peace Now (1983/97) für Orchester

### Kammermusik
- Kleine Suite (1963) für Klavier
- Sextett (1965) für Holzblasinstrumente
- Quattro mani dentro e fuori (1975) für Klavier zu vier Händen
- Mutabile (1977) für Blockflöten (elf Instrumente, drei Ausführende)
- Spiel für Pedal und Register (1980) für Orgel
- Concertantes Duo (1991) für Blockflöten und Schlagzeug
- E…staremo freschi! (1992) für Tenorsaxophon
- Spaltung (1998) für Klavier und Elektronik
- Trio (1999) für Flöte, Viola und Gitarre
- Für drei (2000) für Flöte, Klarinette und Fagott
- Zwiefach versatil (2001) für zwei Ausführende mit Block- und Querflöten sowie Tamtam
- Schattenspiele (2004) für Klavier